# Adeline Genée

Adeline Genée (1906)

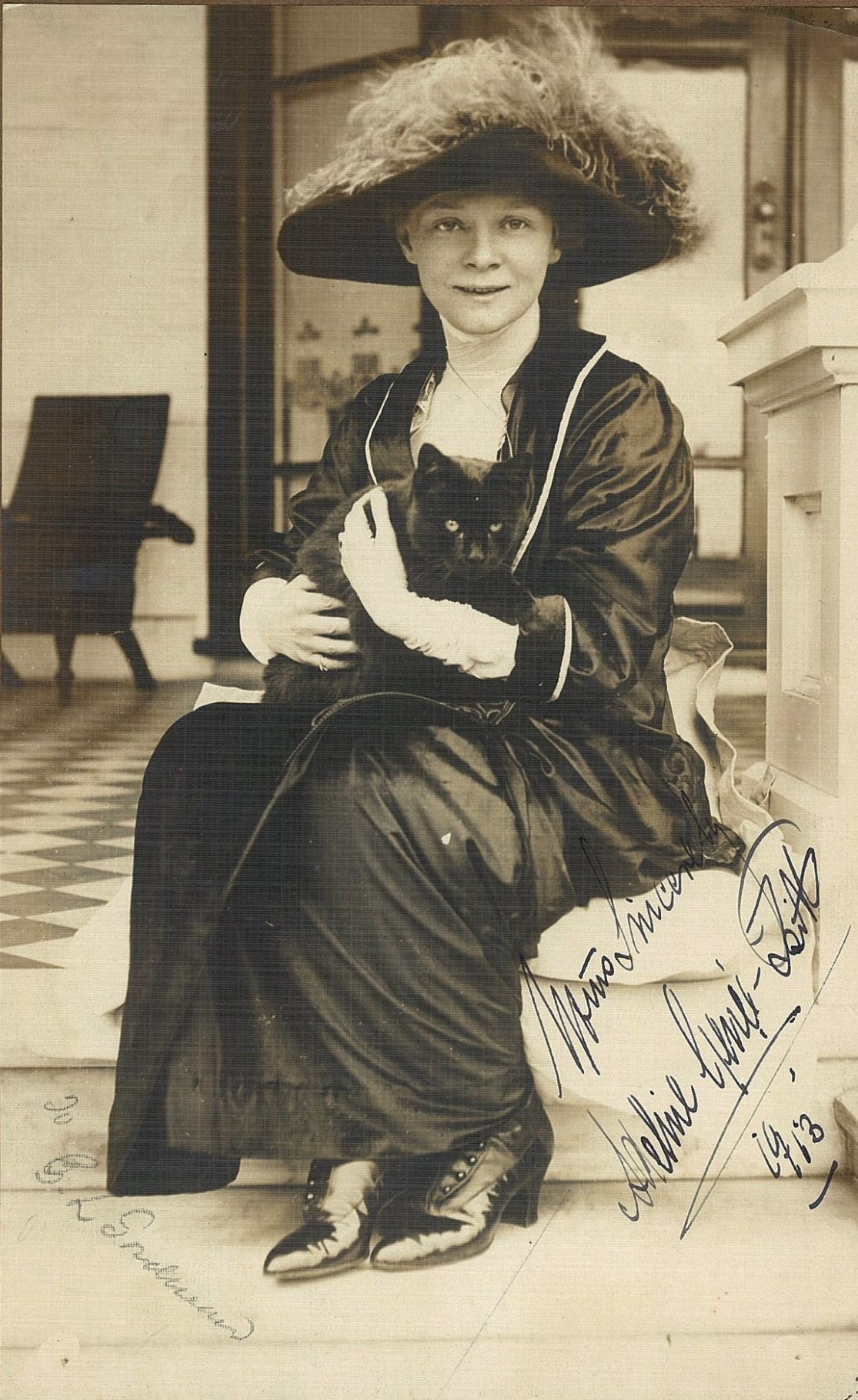
Adeline Genee, 1913. Fotografiert von May und Mina Moore, State Library of New South Wales

Dame Adeline Genée (* 6. Januar 1878 in Aarhus, Dänemark; † 23. April 1970 in London, England; geb. Anna (Anita) Kirstina Margarete Petra Jensen) war eine dänisch-britische Ballett-Tänzerin. Zu ihren Glanzrollen gehörte die Coppélia von Léo Delibes. 
Bereits mit drei Jahren erhielt Anita Jensen Tanzunterricht durch ihren Onkel Alexandre Genée. Mit acht Jahren wurde sie von ihrem Onkel und dessen Ehefrau Antonia Zimmermann adoptiert. Sie änderten ihren Nachnamen in Genée und ihren Vornamen in Adeline zu Ehren des italienischen Opernstars Adelina Patti.
1895 wurde sie erste Tänzerin am königlichen Opernhaus in Kopenhagen. 1896 hatte sie Engagements in Berlin und München. 1897 erhielt sie eine Einladung nach England. Der Aufenthalt, der ursprünglich sechs Wochen dauerte sollte, wuchs sich endgültig auf 10 Jahre aus. Genée feierte Erfolge in England, den USA und Australien.
Nach ihrer aktiven Karriere wurde sie Ballettlehrerin und (1920) Mitbegründerin sowie erste Präsidentin der Association of Teachers of Operatic Dancing of Great Britain (später umbenannt in Royal Academy of Dancing, heute: Royal Academy of Dance). Sie starb im Alter von 92 Jahren im Londoner Vorort Esher.
Der seit 1931 von der Royal Academy of Dance durchgeführte internationale Ballettwettbewerb für junge Tänzer ist nach ihr benannt: Geneé International Ballet Competition.
Sie erlangte die britische Staatsbürgerschaft und wurde 1950 als Dame Commander des Order of the British Empire in den britischen Adelsstand erhoben.